# Starsiedel
Starsiedel ist ein Ortsteil der Stadt Lützen im Burgenlandkreis in Sachsen-Anhalt.

Lage von Starsiedel in der Stadt Lützen

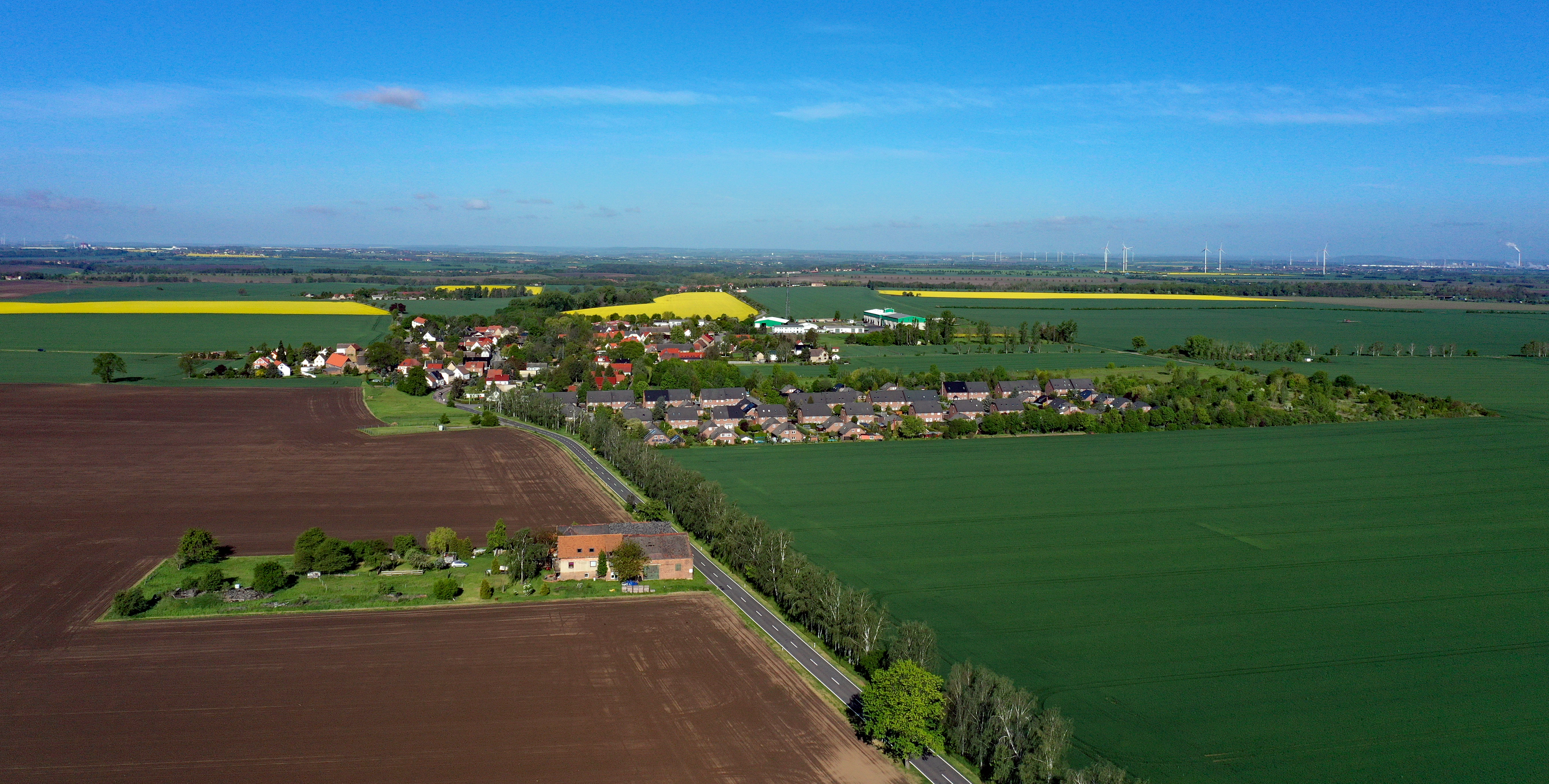
Luftbild

## Geografie
Starsiedel am Südwestrand der Leipziger Tieflandsbucht zwischen den Städten Weißenfels, Lützen, Zwenkau und Hohenmölsen liegt auf dem leicht welligen, waldarmen Plateau zwischen der Saale im Westen und der Weißen Elster im Osten. Die Gemarkung Starsiedel ist von der Devastierung durch die Braunkohle-Förderung verschont geblieben – an den ehemaligen Tagebau Profen-Nord südöstlich von Starsiedel erinnern große wieder zu renaturierende Restlöcher und Abraumhalden.
Zur ehemaligen Gemeinde Starsiedel gehörte der Ortsteil Kölzen.
Östlich von Starsiedel liegt die Ortschaft Rahna.

## Geschichte

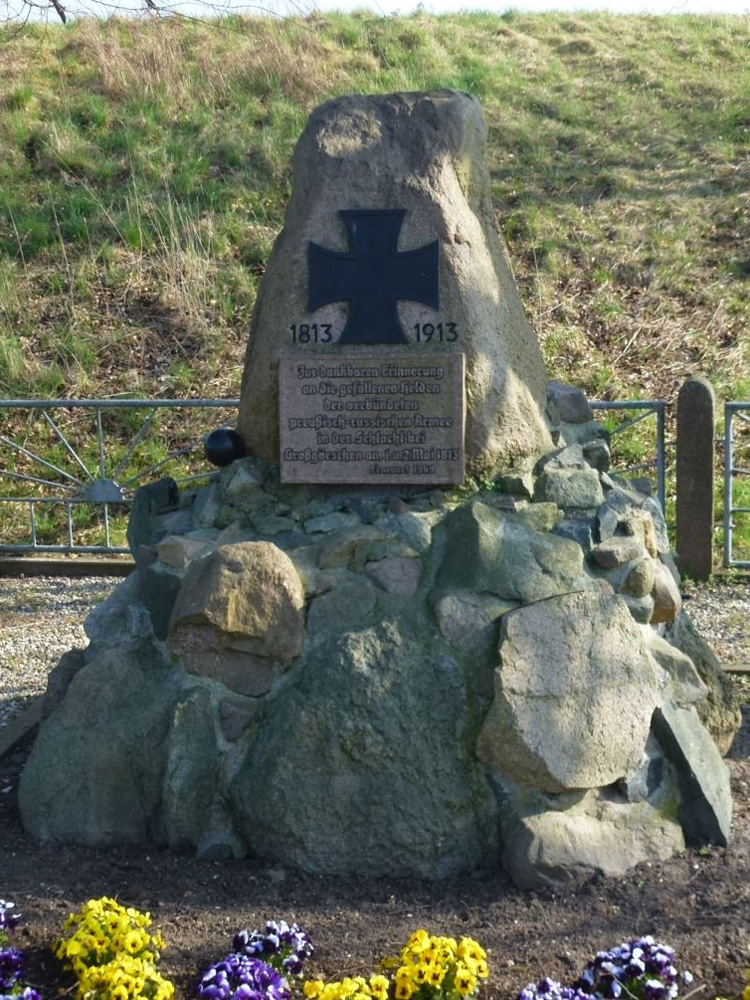
Denkmal zur Erinnerung an die Schlacht bei Großgörschen
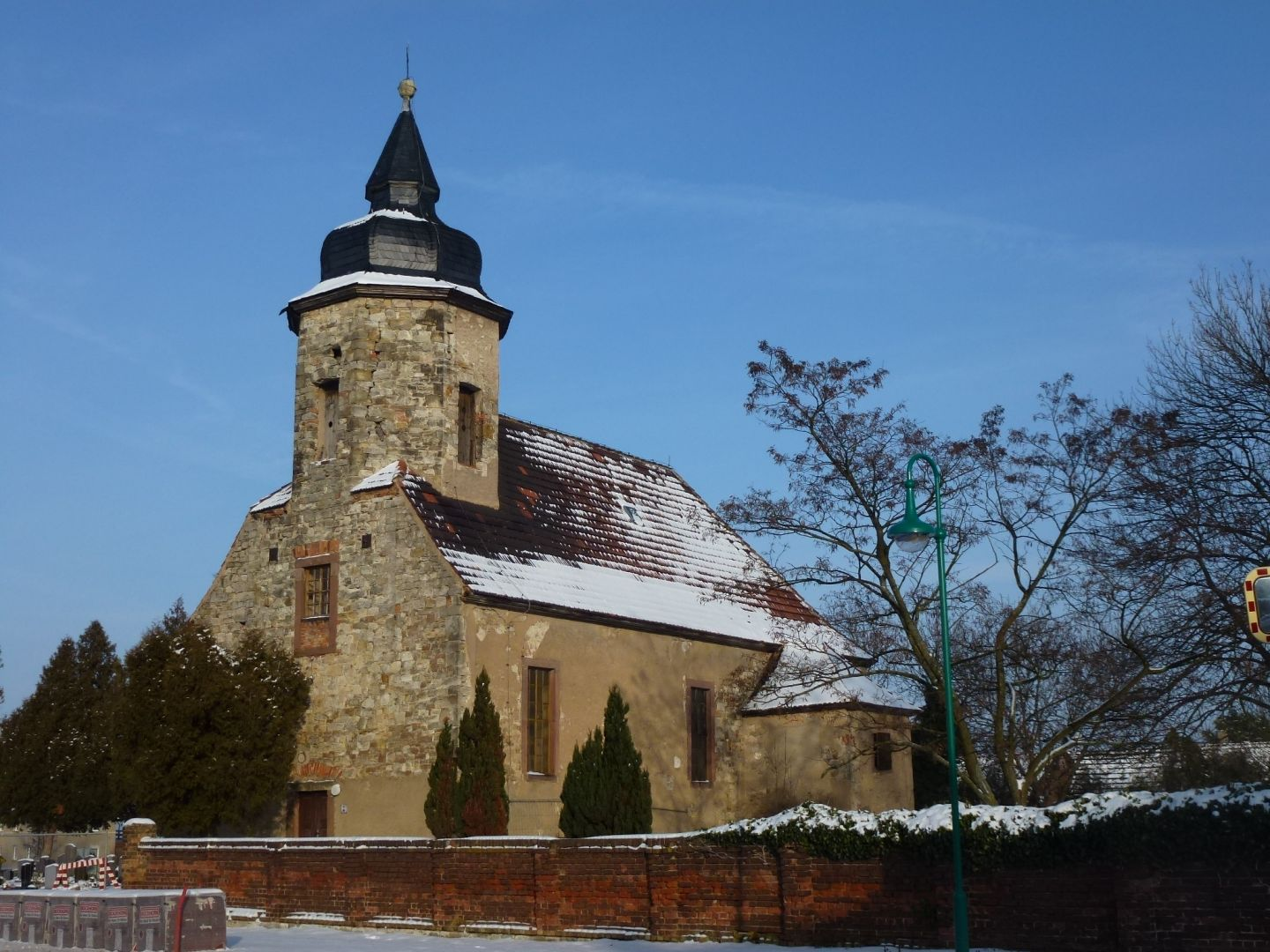
Kirche Starsiedel

Im Jahr 1277 tauchte der Name des Ortes Starsiedel (ursprünglich slawisch: Ztarcedele = Altsiedlung) erstmals in einer Urkunde auf – zeitgleich mit dem späteren Rittergut Kölzen. Die 1377 erwähnte Starsiedler Kirche wurde wegen Baufälligkeit 1747 durch den Bau einer neuen Kirche ersetzt. Starsiedel und Kölzen gehörten bis 1815 zum hochstift-merseburgischen Amt Lützen, das seit 1561 unter kursächsischer Hoheit stand und zwischen 1656/57 und 1738 zum Sekundogenitur-Fürstentum Sachsen-Merseburg gehörte. Im Mai 1813 fand die Schlacht bei Großgörschen, dem östlich gelegenen Nachbarort von Starsiedel, statt. Ein Gedenkstein in Starsiedel erinnert daran.
Durch die Beschlüsse des Wiener Kongresses kamen die zwei Orte mit dem Westteil des Amts Lützen im Jahr 1815 zu Preußen. Sie wurden 1816 dem Kreis Merseburg im Regierungsbezirk Merseburg der Provinz Sachsen zugeteilt. Die Wege nach Lützen und Kölzen wurden 1884 gepflastert.

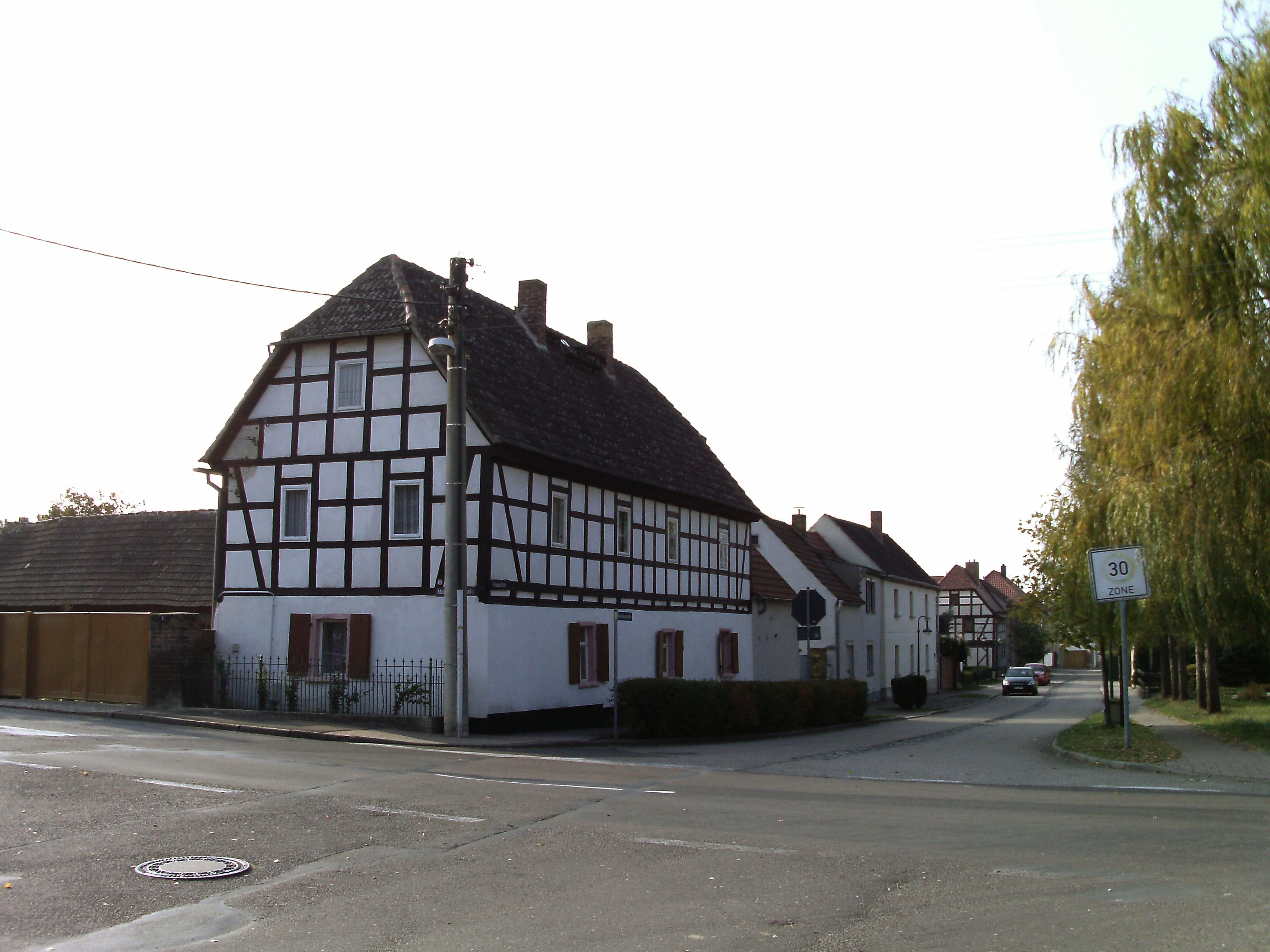
Friedensstraße in Starsiedel

1945 besetzten zunächst amerikanische Truppen, später sowjetische Truppen die Gemeinde Starsiedel. Bei der ersten Kreisreform in der DDR wurde Starsiedel mit seinem Ortsteil Kölzen am 1. Juli 1950 in den Kreis Weißenfels umgegliedert. Gleichzeitig wurden Sössen, Gostau und Stößwitz nach Starsiedel eingemeindet. Mit der zweiten Kreisreform 1952 kam Starsiedel zum Kreis Weißenfels im Bezirk Halle, der 1990 wieder zum Landkreis Weißenfels wurde und im Jahr 2007 im Burgenlandkreis aufging. Am 1. Januar 1957 wurde aus Sössen, Gostau und Stößwitz die Gemeinde Sössen gebildet, die im gleichen Zug aus Starsiedel ausgegliedert wurde.
Die Starsiedler Grundschule wurde durch den Schulbau in der Nachbargemeinde Großgörschen 1971 geschlossen. In den Jahren von 1976 bis 1983 errichteten die Starsiedler Einwohner in Eigeninitiative die Anschlüsse an das zentrale Wasserleitungsnetz und an die Kanalisation. Nach der politischen Wende wurde die ehemalige LPG (Tierproduktion) in die Agrargenossenschaft Lützen eingegliedert.
Am 1. Januar 2010 schlossen sich die bis dahin selbstständigen Gemeinden Starsiedel, Muschwitz, Poserna, Rippach und Großgörschen mit der Stadt Lützen zur neuen Stadt Lützen zusammen.

## Verkehr
Zwei Kilometer nördlich von Starsiedel befindet sich die Autobahn-Anschlussstelle Lützen an der A 38 von Göttingen nach Leipzig, wenige Kilometer entfernt das Kreuz Rippachtal (Anschluss an die A 9 von Berlin nach München). Weitere Straßen verbinden Starsiedel mit Weißenfels, Lützen, Markkleeberg, Zwenkau und Hohenmölsen. Der nächste Bahnhof befindet sich in Weißenfels.

## Persönlichkeiten
- Theodor Franz Christian von Seckendorff (1801–1858), preußischer Diplomat, geboren im Ortsteil Kölzen